# Annie I. Crawford
Annie Isabel Crawford (Búfalo, 3 de noviembre de 1856 - Búfalo, 18 de febrero de 1942) fue una pintora y grabadora estadounidense.

## Biografía
Crawford nació en Búfalo, Nueva York, el 3 de noviembre de 1856. Estudió en la Academia de Bellas Artes de Buffalo (ahora museo Albright-Knox) y luego viajó a Europa para estudiar en Roma y París. Mientras estaba en Europa, conoció a Charlotte "Emma" Wharton Kaan (1860-1949), quien se unió a Crawford en Buffalo, donde la pareja residió junta y colaboró en proyectos artísticos, incluida la docencia. La pareja también creó una forma única de impresión en relieve que combinaba grabados en madera y coloración a mano. Estuvieron asociadas con el movimiento Arts and Crafts.
Crawford exhibió trabajos en el 20th Century Club, la Academia de Bellas Artes de Buffalo (incluida la Galería de Arte Albright) y la Academia Nacional de Diseño. Fue miembro de la Sociedad de Artes y Oficios de Boston.
Crawford murió el 18 de febrero de 1942 en Búfalo.

## Galería

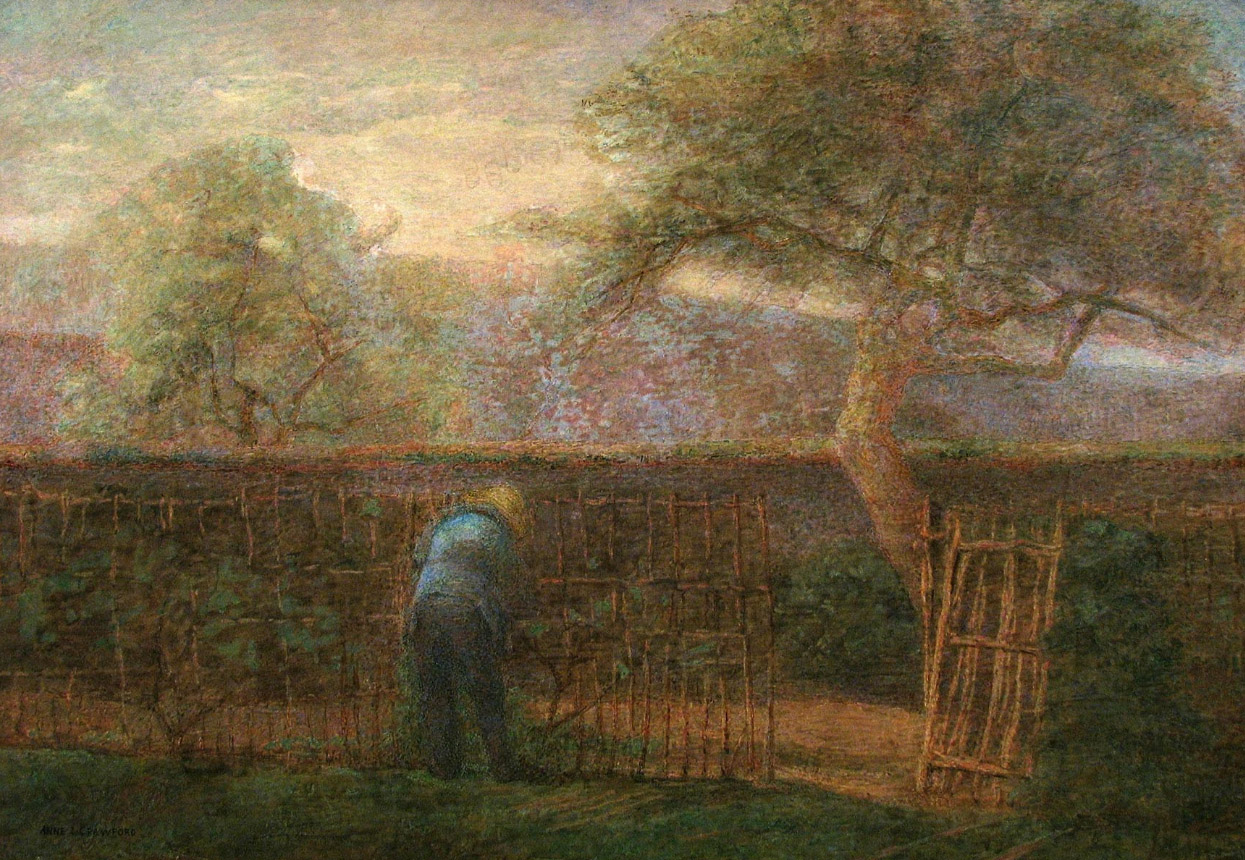
The Gardener, antes de 1942
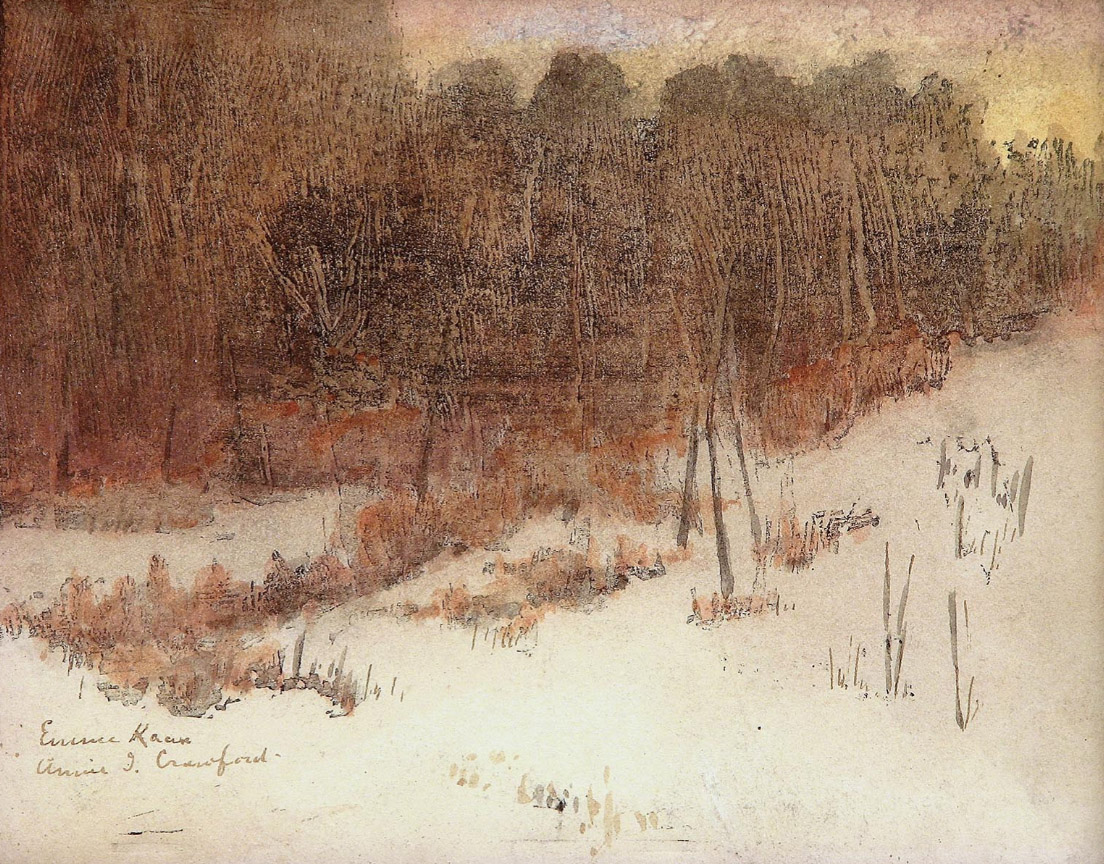
Autumn Landscape (with Emma Kaan), c. 1905.jpg
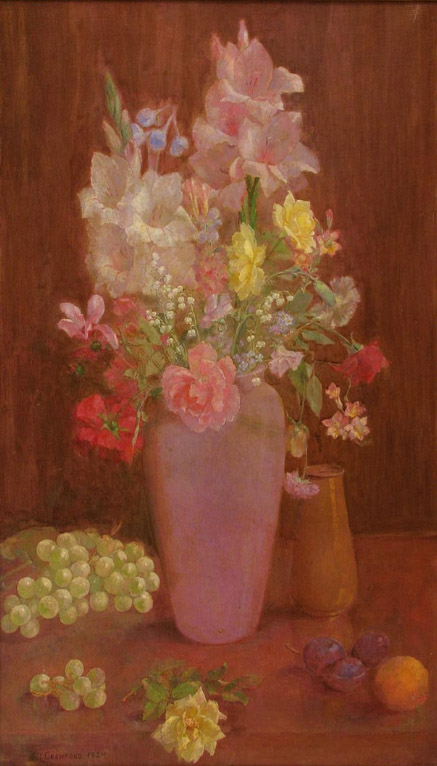
Floral Still Life with Grapes, 1924
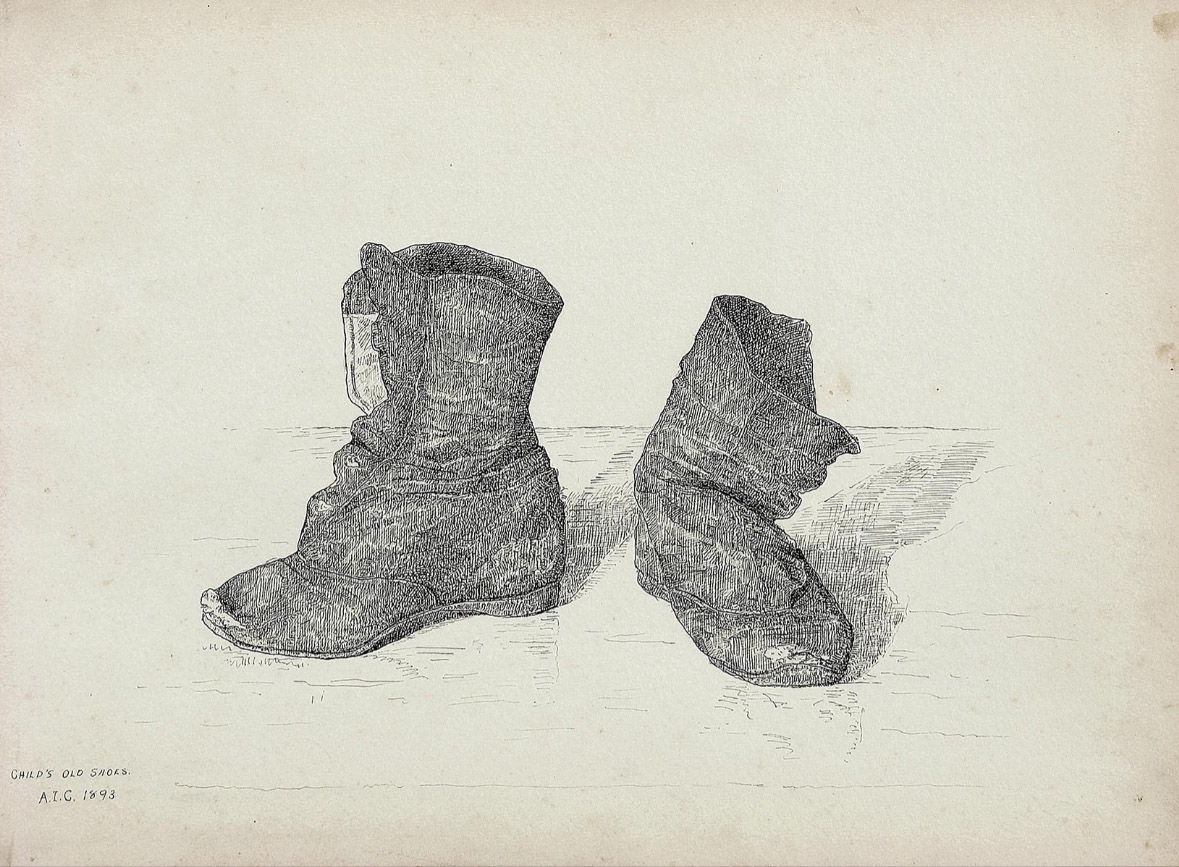
Child's Old Shoes, 1893
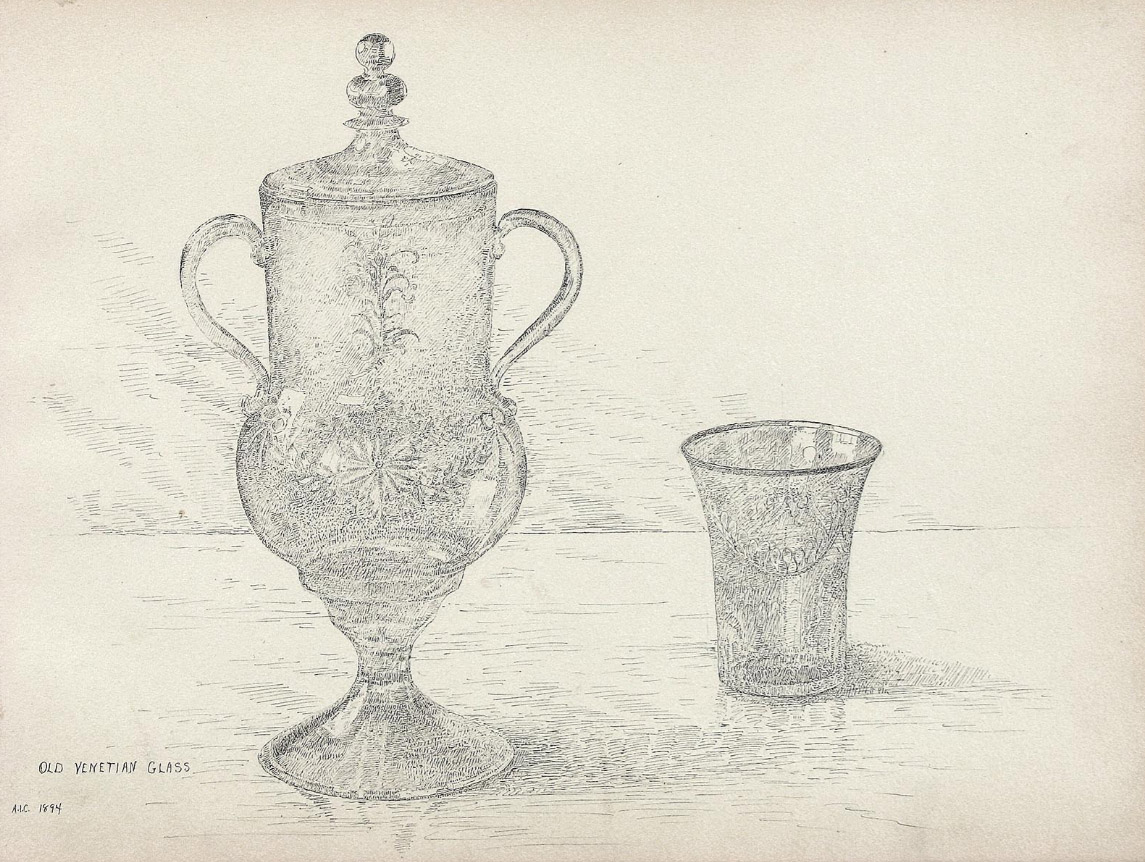
Old Venetian Glass, 1894
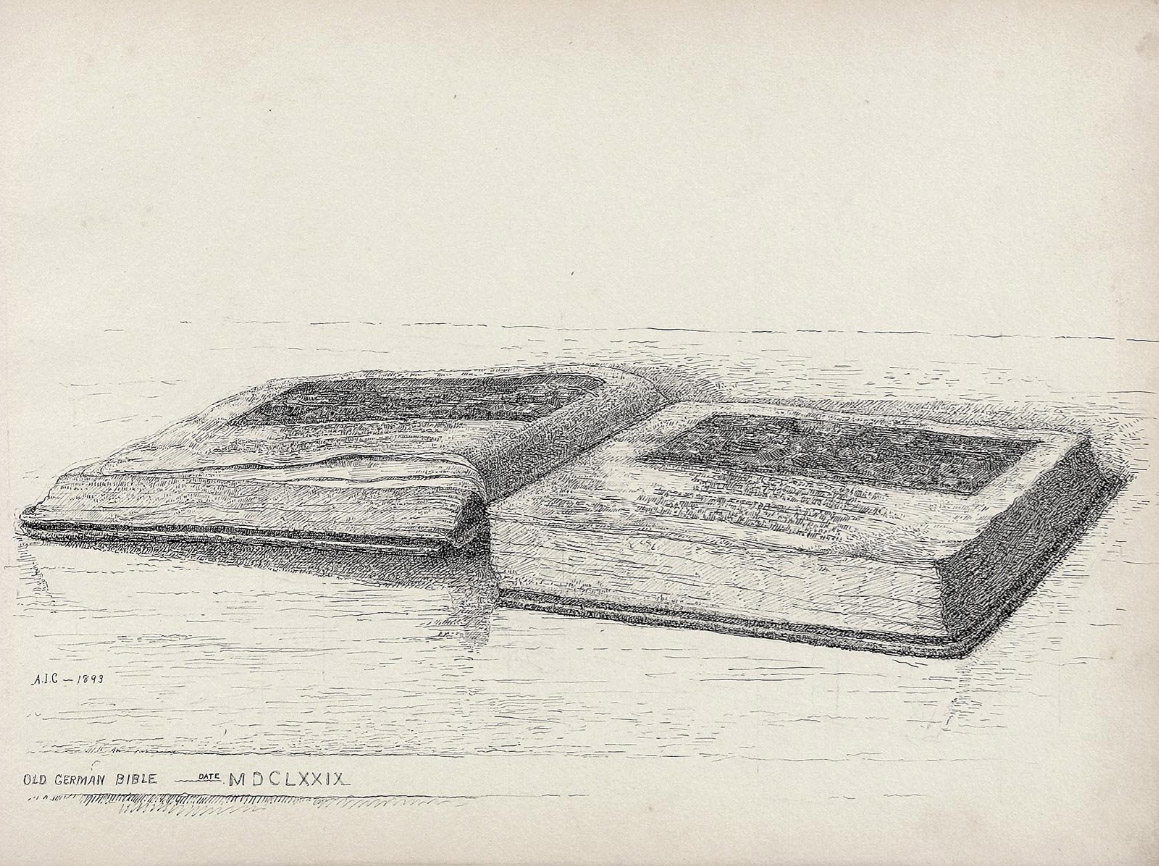
Old German Bible, 1893
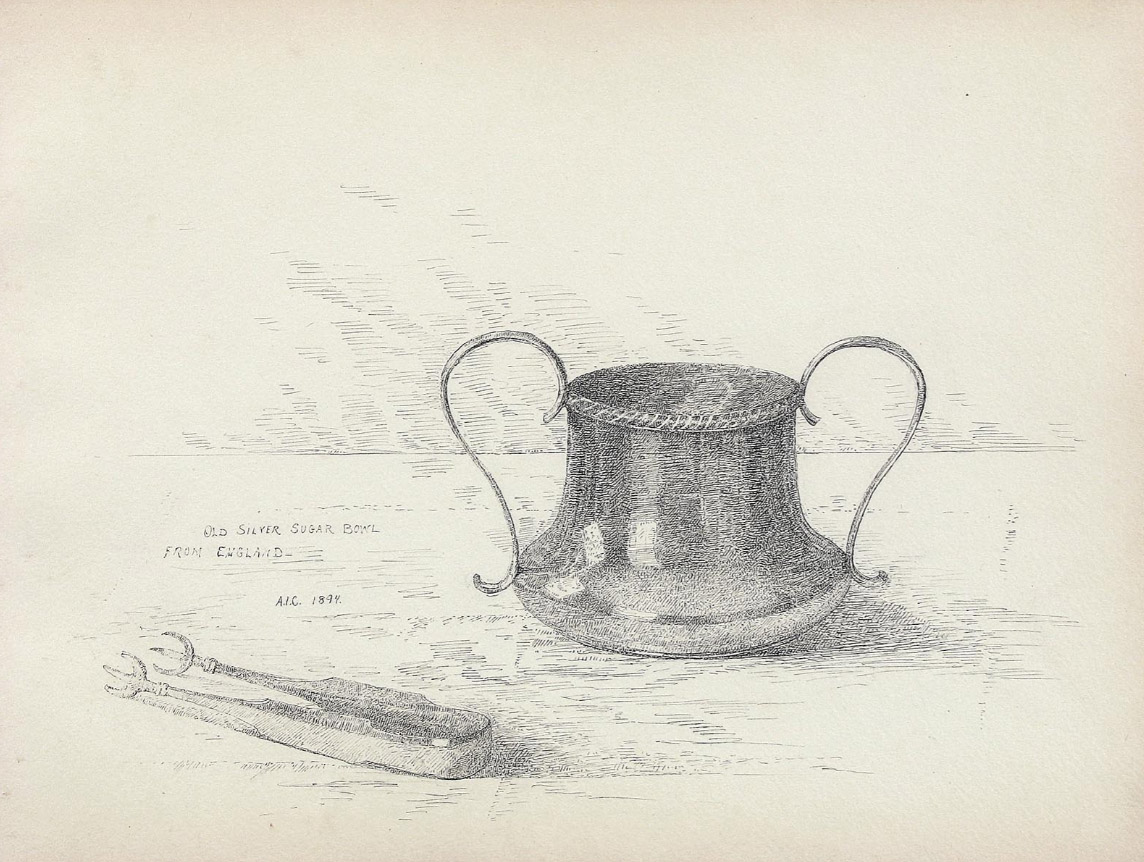
Old Silver Sugar Bowl from England, 1894
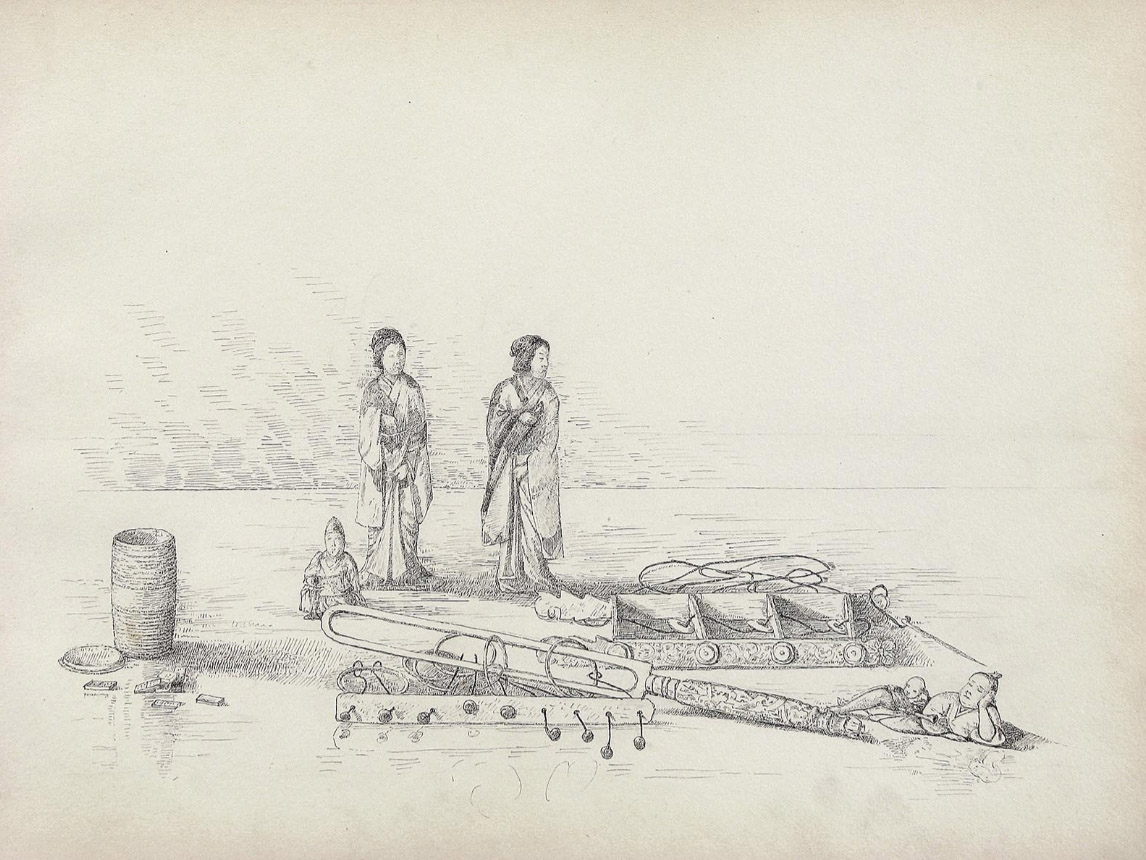
Still Life with Oriental Figurines, c. 1893-94
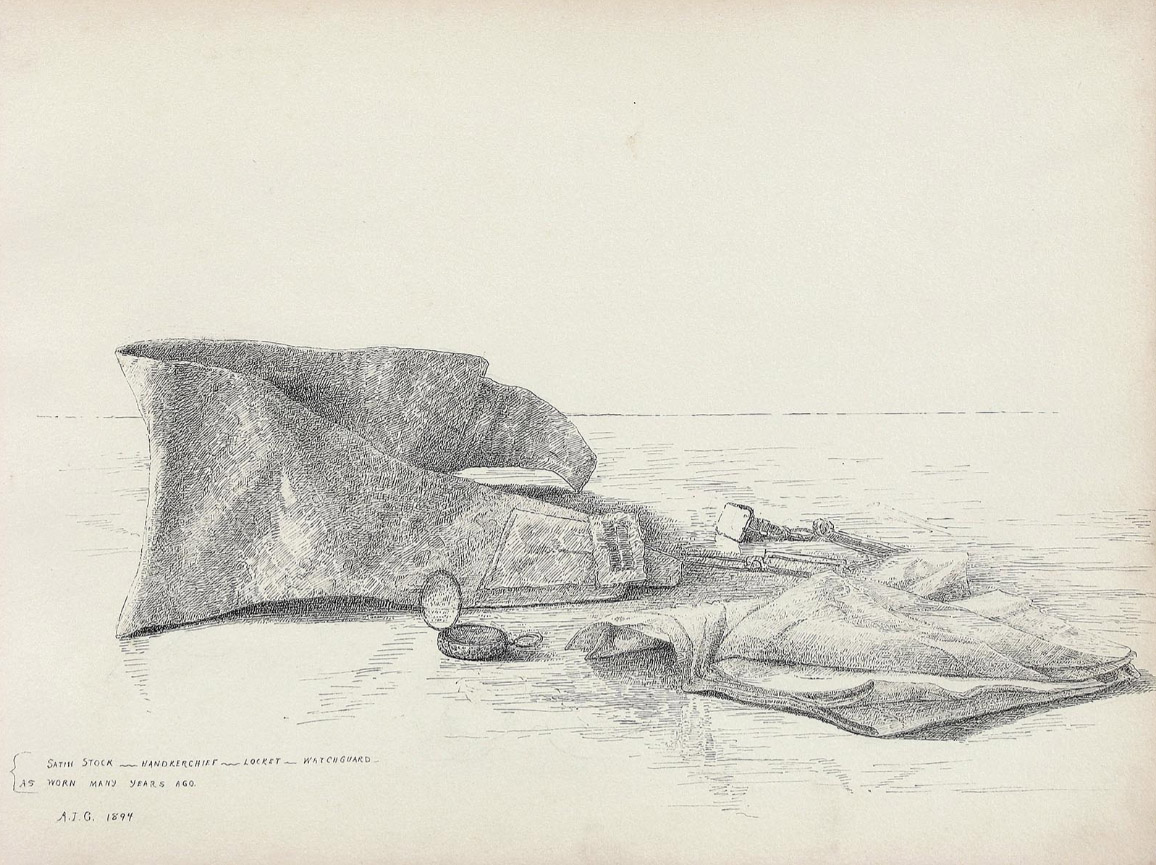
Satin Stock, Handkerchief, Locket, Watchguard, As Worn Many Years Ago, 1894